# Montalenghe
Montalenghe ist eine Gemeinde in der italienischen Metropolitanstadt Turin (TO), Region Piemont.

## Lage und Einwohner
Montalenghe liegt 36 km nördlich von Turin im zentralen Teil der Region Canavese, wenige Kilometer südlich von Ivrea und nicht weit vom Candiasee. Das Gemeindegebiet umfasst eine Fläche von 6 km² und hat 970 Einwohner (Stand 31. Dezember 2023).
Die Nachbargemeinden sind Scarmagno, Cuceglio, Mercenasco, San Giorgio Canavese und Orio Canavese.

### Bevölkerungsentwicklung

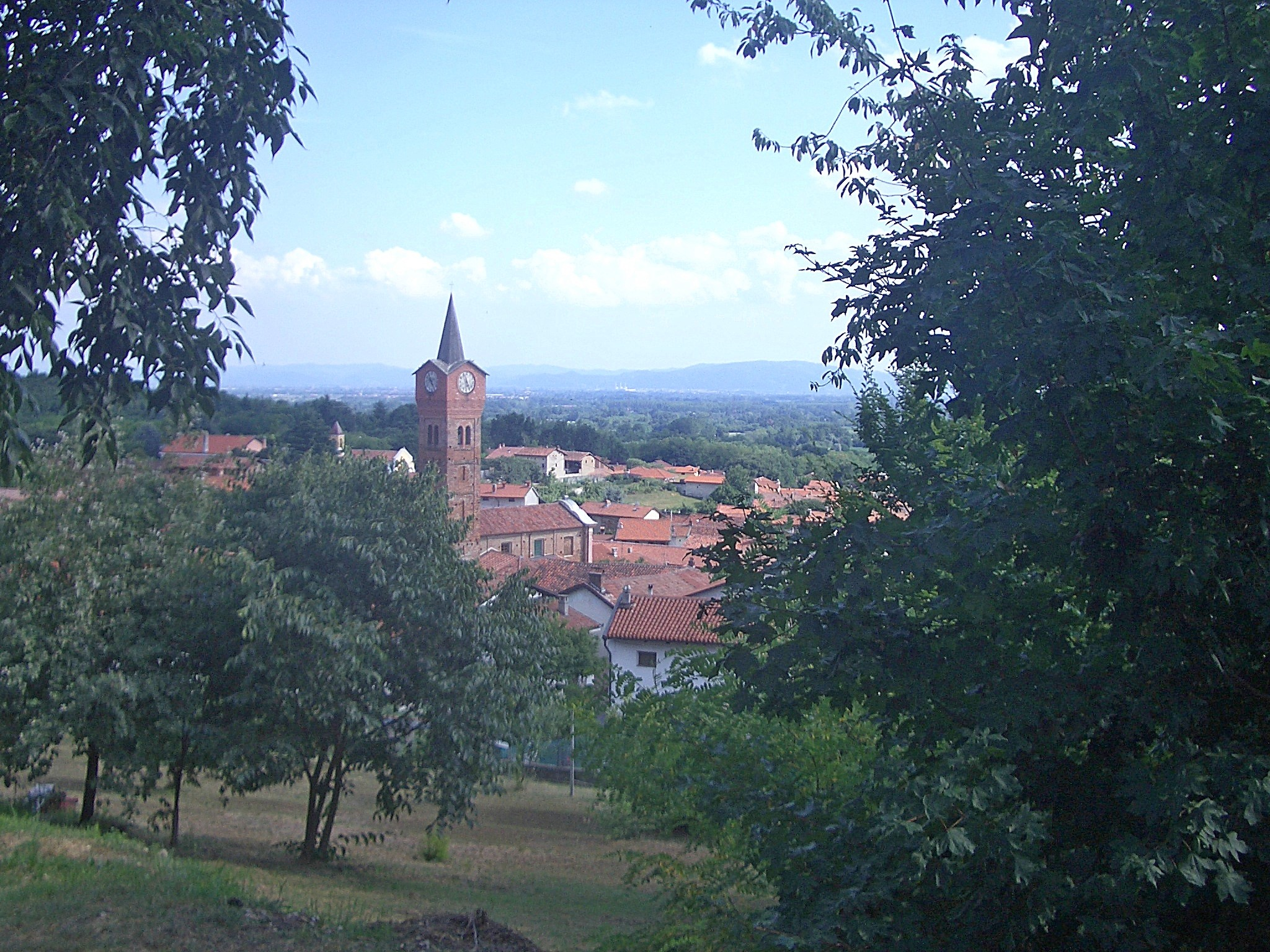
Montalenghe